# Trifolium eriocephalum
Trifolium eriocephalum är en ärtväxtart som beskrevs av John Torrey och Asa Gray. Trifolium eriocephalum ingår i släktet klövrar, och familjen ärtväxter.

## Underarter
Arten delas in i följande underarter:
- T. e. arcuatum
- T. e. cascadense
- T. e. cusickii
- T. e. eriocephalum
- T. e. martinii
- T. e. villiferum